# ガーフィールド・ソバーズ
サー・ガーフィールド・セント・オーバーン・ソバーズ, AO, OCC（英: Sir Garfield St Aubrun Sobers、1936年7月28日 - ）は、バルバドスのブリッジタウン出身の元クリケット選手。左投左打のオールラウンダー。クリケット史における歴代屈指の選手の一人。1954年から1974年にかけて西インド諸島代表としてプレーした。通称ギャリー・ソバーズ（英: Gary or Garry Sobers）。
2000年に100人の専門家による委員会によって20世紀を代表する5人のクリケット選手として、ドナルド・ブラッドマン、ジャック・ホッブス、シェーン・ウォーン、ヴィヴ・リチャーズと共に選出された。2013年にはクリケットのバイブルとして知られるウィズデン・クリケッターズ・アルマナックによって、150年間の歴代ワールドイレブンに選出された。